# City in the Sky
City in the Sky es un álbum de estudio del grupo vocal estadounidense Staple Singers. Fue publicado en julio de 1974 a través de Stax Records.

## Grabación
Las sesiones de grabación de City in the Sky se llevaron a cabo en Muscle Shoals Sound, un estudio ubicado en Sheffield, Alabama, en octubre de 1972, y en Ardent Studios, ubicado en Memphis, Tennessee, en febrero de 1973. Los instrumentos de cuerda se grabaron en Pampa Recording Studios, ubicado en Warren, Minnesota, en abril de 1973. Al Bell produjo el álbum y los músicos de sesión incluían a Clayton Ivey en el órgano, Barry Beckett en el teclado, David Hood en el bajo, y a Roger G. Hawkins en la batería. Fue el último álbum del grupo para Stax Records.

## Recepción de la crítica
Un escritor no especificado de Record World declaró: “La familia de R&B orientada al gospel es un cuarteto que vende y produce éxitos constantemente, y este reciente lanzamiento no es una excepción a esa regla establecida. El paquete contiene su actual exitoso sencillo de R&B, la canción que da título al álbum, así como otros sonidos suntuosos como «Something Ain't Right» y «If It Ain't One Thing It's Another»”. Un escritor no especificado de Billboard declaró: “Un esfuerzo absolutamente impresionante de una de las mejores congregaciones vocales de la música actual, resaltado por la voz magníficamente distintiva de Mavis Staples. Muchas de las canciones tienen un tema góspel, pero el LP es claramente una mezcla de lo mejor del soul y el pop, y este podría fácilmente pasar al pop tan rápido como llegue a las listas de soul”. Un escritor no especificado de la revista Cash Box describió City in the Sky como “una obra maestra definitiva”.

## Lista de canciones
| Lado uno |                                 |                                             |          |  |
| N.º      | Título                          | Escritor(es)                                | Duración |  |
| 1.       | «Back Road into Town»           | O.B. McClinton                              | 4:19     |  |
| 2.       | «City in the Sky»               | Sandra Rhodes Charles Chalmers Donna Rhodes | 3:51     |  |
| 3.       | «Washington We're Watching You» | Homer Banks Ray Jackson Carl Hampton        | 3:54     |  |
| 4.       | «Something Ain't Right»         | Mack Rice                                   | 3:48     |  |
| 5.       | «Today Was Tomorrow Yesterday»  | Rice Betty Cropper                          | 4:16     |  |

| Lado dos |                                      |                                             |          |  |
| N.º      | Título                               | Escritor(es)                                | Duración |  |
| 1.       | «My Main Man»                        | Bettye Crutcher Rice Bobby Manuel Larry Nix | 2:12     |  |
| 2.       | «There Is a God»                     | Crutcher                                    | 3:01     |  |
| 3.       | «Blood Pressure»                     | Banks Jackson Hampton                       | 3:31     |  |
| 4.       | «If It Ain't One Thing It's Another» | Rice Eddie Floyd                            | 4:22     |  |
| 5.       | «Who Made the Man»                   | Rice                                        | 4:13     |  |
| 6.       | «Getting Too Big for Your Britches»  | Rice                                        | 4:42     |  |

## Créditos y personal
Créditos adaptados desde las notas de álbum de City in the Sky.
Staple Singers
- Roebuck Staples – voces
- Mavis Staples – voces
- Yvonne Staples – voces
- Cleotha Staples – voces

Músicos adicionales
- Clayton Ivey – órgano
- Barry Beckett – teclados
- Jimmy Johnson – guitarra
- Eddie Hinton – guitarra
- Raymond Jackson – guitarra en «Something Ain't Right», «My Main Man», «If It Ain't One Thing It's Another» y «Getting Too Big For Your Britches»
- David Hood – bajo eléctrico
- Roger G. Hawkins – batería
- The Memphis Horns – cuerdas

Personal técnico
- Al Bell – productor

## Posicionamiento
| Gráfica (1974)                            | Pico de posición |
| ----------------------------------------- | ---------------- |
| Estados Unidos (Billboard Top LPs & Tape) | 125              |
| Estados Unidos (Billboard Soul LPs)       | 13               |